# Terribili Quattro
I Terribili Quattro (in inglese Frightful Four) sono un gruppo di supercriminali dei fumetti, creato da Stan Lee (testi) e Jack Kirby (disegni), pubblicato dalla Marvel Comics. il loro debutto avvenne in The Fantastic Four (vol. 1) n. 36 (marzo 1965).
Come suggerisce il nome, sono antitesi e avversari dei Fantastici Quattro.

## Biografia del gruppo
La formazione originale comprendeva Wizard, (Bentley Wittman), Trapster (Pete Petruski), L'Uomo Sabbia (William Baker) e Medusa degli Inumani.
Alla loro prima avventura irruppero nella vita dei Fantastici Quattro durante la cerimonia di fidanzamento di Reed e Sue e quasi sconfissero i Quattro. In altre occasioni "rubarono" i loro poteri e tentarono di impadronirsi del Baxter Building, impresa impedita loro dal dio asgardiano Balder il Coraggioso.
Nella loro storia i Terribili Quattro hanno avuto tra le loro file vari personaggi, come Thundra, Electro, Hydro-Man, Titania, Klaw, l'Uomo Assorbente, Mister Hyde, Reed Richard della Contro-Terra e altri.
In una occasione il gruppo, composto da Wizard, Hydro-Man, Titania, Trapster e Klaw, ha cambiato nome in Terribili Cinque.
Wizard ha riformato il gruppo dopo lo "Spegnimento" della Torcia Umana (Fantastici 4), utilizzando i membri della Squadra Distruttrice. Il gruppo è composto anche da Thunderball, Demolitore e Marci Camp, figlia di Henry Camp, la nuova Bulldozer

## Altri media

### Televisione
- I Terribili Quattro compaiono nella serie animata The Fantastic Four, e sono composti da Wizard, Trapster, l'Uomo Sabbia e Medusa.
- I Terribili Quattro compaiono nella serie animata I Fantastici Quattro, e sono composti da Wizard, Trapster, Hydro-Man e Medusa.
- I Terribili Quattro compaiono anche nella serie animata I Fantastici 4 - I più grandi eroi del mondo, e sono composti da Wizard, Klaw, Trapster e Dragon Man.
- I Terribili Quattro compaiono anche nella serie animata Ultimate Spider-Man, e sono composti da Wizard, Klaw, Trapster e Thundra.